# Drug repurposing
Drug repurposing (také drug repositioning) označuje přístup, kdy se již existující a schválená léčiva používají pro nové terapeutické účely, což vede ke snížení nákladů a času.

## Strategie

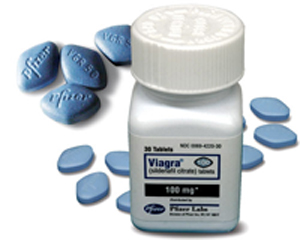
Viagra (účinná látka sildenafil) od firmy Pfizer je pravděpodobně nejznámější příklad strategie "Drug repurposing".

Vzkledem k tomu, že výzkum a vývoj nových léčiv je finančně i časově velmi náročný, hledají se paralelně jiné možnosti, jak hledat nová léčiva. Jednou z těchto možností je tzv. „drug repurposing“ nebo „drug repositioning“, tedy využití již existujících a schválených léčiv (případně teprve vyvíjených léčiv v pozdní fázi klinického testování), pro terapii jiných onemocnění, než pro která byla původně schálena. Nespornou výhodou této strategie je snížení finanční a časové náročnosti díky již existujícím toxikologickým a farmakokinetickým datům. Nicméně pro použití v nové oblasti musí být dané léčivo normálně schváleno a musí projít běžným klinickým testováním.
Díky (podstatně) sníženým nákladům pro vstup do klinického testování je "drug repurposing" atraktivní zejména pro akademický výzkum. Velmi důležitou terapeutickou oblastí pro tento přístup jsou "opomíjené" nemoci, protože: 1) snížený počet požadovaných kroků klinického hodnocení by mohl zkrátit dobu a náklady na to, aby se lék dostal na trh; 2) stávající farmaceutické dodavatelské řetězce by mohly usnadnit vlastní výrobu a distribuci léku; 3) známá možnost kombinace s jinými léky by mohla umožnit účinnější léčbu; 4) jiné využití léčiva by mohlo usnadnit objev „nových mechanismů účinku u starých léků a nových tříd léků“; 5) odstranění „aktivačních bariér“ raných fází výzkumu může projektu umožnit rychlý pokrok ve výzkumu orientovaném na choroby.
„Drug repurposing“ se často považuje za náhodný přístup, kdy jsou použitelná léčiva objevena náhodou. Tento přístup velmi silně těží z pokroků v lidské genomice a chemoproteomice. Nyní je totiž možné identifikovat nová kandidátní léčiva (pro léčbu jiného onemocnění) tím, že se nejprve najdou geny zapojené do konkrétního onemocnění a následně se "kontroluje", zdali interagují s jinými geny, které jsou cílem známých léků. Ukázalo se, že léky proti cílům, jež jsou "podporované" lidskou genetikou, mají dvakrát větší šanci na úspěch než léky ve "standardním" farmaceutickém vývoji. „Drug repurposing“ tak může být časově a finančně efektivní strategií pro léčbu závažných onemocnění jako jsou např. nádorová onemocnění. Zároveň byla tato strategie použita k hledání léčiv během pandemie covidu-19.

## Dosavadní úspěchy
Dosud bylo dosaženo řady úspěchů, mezi které patří především sildenafil (Viagra) pro léčbu erektilní dysfunkce a plicní hypertenze a thalidomid pro léčbu lepry a mnohočetného myelomu.
Pro Chagasovu chorobu byly provedeny klinické studie s posakonazolem a ravukonazolem.
Pro anti-trypanozomovou terapii byla zkoumána další antimykotika klotrimazol a ketokonazol. Úspěšné nové používání antimikrobiálních látek vedlo k objevu širokospektrých léčiv, která jsou účinná proti mnoha typům infekcí.
V psychiatrii se pro potencální léčbu těžkých duševních poruch objevilo několik již schválených léku, avšak zatím nedošlo k jejich použití v praxi.

## Drug repurposing v psychiatrii
"Drug repurposing" je považováno za rychlou a cenově efektivní strategii pro vývoj nových možností terapie také pro psychiatrické poruchy. V případě bipolární poruchy může strategie "drug repurposing" vést k "objevu" nových léčiv; avšak obecně nízká kvalita a průkaznost důkazů neumožňuje vydávat spolehlivá doporučení pro použití již schválených léků v klinické praxi, ale některé z těchto léků vykazují slibné výsledky a zaslouží si další pozornost ve výzkumu. V rámci tohoto přístupu bylo zhodnoceno několik látek, jejichž nové užití bylo založeno na věrohodných biologických zdůvodněních. Důkazy z meta-analýz ukázaly, že adjuvantní alopurinol a tamoxifen byly u mánie lepší než placebo a adjuvantní modafinil / armodafinil a pramipexol se zdály být účinné u bipolární deprese. Dále existují meta-analytické důkazy také pro adjuvantní melatonin a ramelteon u mánie a pro adjuvantní kyselinu acetylsalicylovou, pioglitazon, memantin a inositol u bipolární deprese, ale nálezy nebyly významné.

## Problémy
"Drug repurposing" však vedle svých benefitů trpí i řadou nevýhod. Dá se předpokládat, že dávka léčiva nutná k léčbě nového onemocnění se může lišit od dávky užívané k terapii původního (cílového) onemocnění. Pokud k tomuto dojde, je nutné znovu začít s klinickými zkouškami fáze I, čímž "drug repurposing" ztrácí výhody oproti de novo vývoji léků. Dalším problémem je otázka patentových práv, která mohou být v oblasti "drug repurposing" velmi komplikované jednak kvůli nedostatku odborníků na toto téma, jedna kvůli rozsahu "novosti" v případě nového účelu léčiva, tedy léčbě "nového onemocnění" již existujícím léčivem.